# Baksila
Baksila (nep. बाक्सिला) – gaun wikas samiti we wschodniej części Nepalu w strefie Sagarmatha w dystrykcie Khotang. Według nepalskiego spisu powszechnego z 2001 roku liczył on 800 gospodarstw domowych i 4032 mieszkańców (2069 kobiet i 1963 mężczyzn).